# Cowan Bridge School

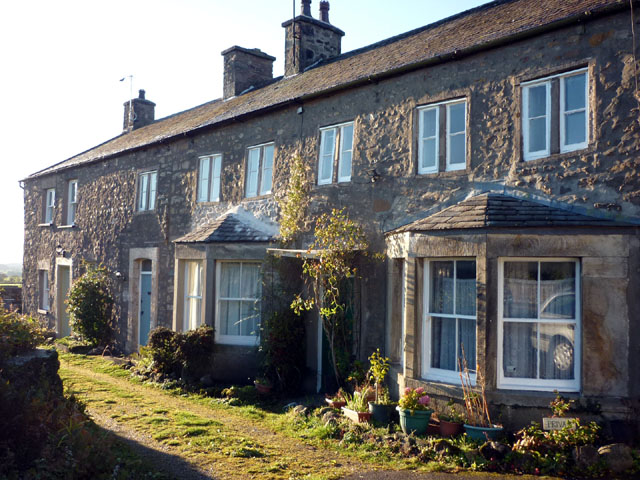
O prédio da antiga escola.

A Cowan Bridge School era uma escola para filhas do clero, fundada na década de 1820, em Cowan Bridge no condado inglês de Lancashire. Era principalmente para as filhas do clero de classe média e frequentada pelas irmãs Brontë. Na década de 1830, mudou-se para Casterton, a algumas milhas de distância.

## História
A Cowan Bridge School foi uma escola para filhas do clero, fundada e comprada em 1824 pelo Sr. Carus-Wilson. A parte antiga da escola consistia em uma casa que abrigava os professores. Ele acrescentou um prédio para uma escola e dormitórios para estudantes. Era uma escola principalmente para as filhas do clero de classe média. Estava inicialmente localizada na aldeia de Cowan Bridge em Lancashire, onde era frequentada pelas irmãs Brontë. Duas das irmãs, Maria e Elizabeth, morreram de tuberculose após um surto de tifo na escola.
Na década de 1830, a escola mudou-se para Casterton, a algumas milhas de distância, onde foi amalgamada com outra escola para meninas. A (posterior diretora) Dorothy Wilkinson viajou da Tasmânia quando menina para frequentar em 1896. A instituição sobreviveu até o século XXI como Casterton School.
O edifício, agora chamado de Brontë School House, é atualmente usado como acomodação auto-suficiente para turistas no Lake District e Yorkshire Dales.

## Condições
A Cowan Bridge School impôs um uniforme às crianças conhecidas como crianças da caridade, o que humilhava as Brontës, que estavam entre as mais jovens dos internos. Elas sofriam provocações das crianças mais velhas, especialmente Charlotte Brontë, que devido à sua miopia tinha que segurar o nariz perto do papel para poder ler ou escrever. Elas dormiam duas em uma cama com as cabeças apoiadas, levantando-se antes do amanhecer, fazendo sua higiene matinal em uma bacia de água fria (compartilhada com seis outras alunas) que frequentemente congelava durante a noite por falta de aquecimento. Elas desciam para uma hora e meia de orações antes de tomar café da manhã com mingau, frequentemente queimado.

## Descrição de Charlotte Brontë

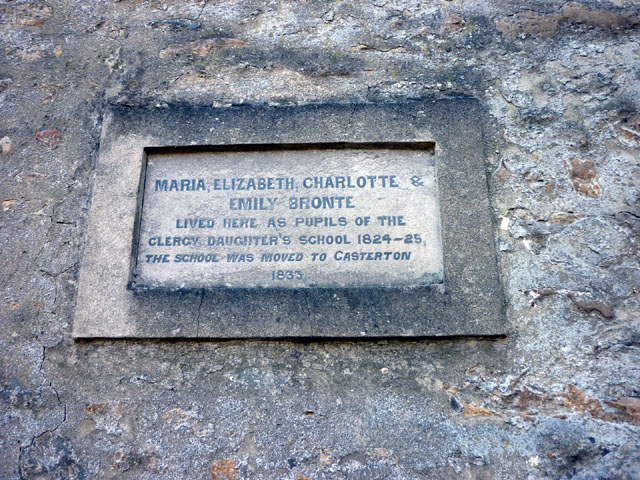
Uma placa de dedicação no edifício.

A descrição de Charlotte Brontë em seu romance Jane Eyre de 1847 era semelhante, com mingau queimado e água congelada. Elas começavam suas aulas às nove e meia, terminando ao meio-dia, seguido de recreação no jardim até o jantar, uma refeição feita bem cedo. As aulas começavam novamente sem pausa até as 17h, quando havia um pequeno intervalo para meia fatia de pão e uma pequena tigela de café e 30 minutos de recreação, seguidos por outro longo período de estudo. O dia terminava com um copo de água, um bolo de aveia e orações noturnas antes de dormir. As punições incluíam privação de comida e recreação, castigos corporais e humilhações como ser obrigado a sentar em um banquinho por horas a fio sem se mover, usando um chapéu de burro.
A punição é descrita em Jane Eyre e os relatos da Mrs Gaskell confirmam esses maus-tratos. Além disso, quando o Sr. Williams, leitor da Smith, Elder & Co., a parabenizou pelo vigor narrativo de sua descrição, Charlotte Brontë, com veemência incomum, insistiu que era verdade e que, além disso, ela havia evitado deliberadamente contar tudo para não ser acusada de exagero. É difícil pensar que Charlotte Brontë, tendo repetido persistentemente por vinte anos as histórias sobre os maus-tratos infligidos às suas irmãs, pudesse tê-las exagerado ou inventado. Por exemplo, há a descrição, dada por uma testemunha não identificada à Sra. Gaskell, da pequena Maria que, muito doente e tendo acabado de receber uma ventosa colocada em seu lado direito pelo médico, levantou-se repentinamente ao ver a Srta. Andrews entrar no quarto e começou a se vestir. Antes que ela pudesse vestir alguma roupa, a professora puxou-a violentamente para o centro do quarto, repreendendo-a por negligência e desordem, e puniu-a por estar atrasada, e Maria desceu do dormitório, embora mal conseguisse se levantar. De acordo com a Sra. Gaskell, a testemunha falou como se já tivesse visto, e todo o seu rosto brilhou com uma indignação eterna.
Os dias mais difíceis eram os domingos. Em qualquer clima, sem roupas de proteção adequadas, as alunas tinham que caminhar mais de três milhas (5 km) pelos campos até a Igreja de São João Batista, em Tunstall, para assistir ao culto de domingo. Como a distância não permitia o retorno à escola, elas recebiam um lanche frio no fundo da igreja antes das vésperas e, finalmente, voltavam a pé para a escola. Ao chegarem, com frio e famintas após a longa caminhada, recebiam uma única fatia de pão com manteiga rançosa. Suas devoções dominicais terminavam com longas recitações do catecismo, aprendendo longos textos bíblicos de cor e ouvindo um sermão cujo tema principal era frequentemente a condenação eterna. O Rev. Carus Wilson, ao contrário de Patrick Brontë, era um evangelista calvinista  que acreditava na predestinação e, consequentemente, na condenação da maioria das almas. Suas pregações e escritos, na forma de pequenos manuais para uso das alunas, eram cheios de força retórica e outros efeitos projetados para causar uma impressão nas mentes de seus jovens leitores.